# Йохан II (Сарверден)
Йохан II фон Сарверден (на немски: Johann II von Saarwerden; * пр. 1340; † сл. 1380/1381) е граф на Сарверден.

## Произход
Той е най-възрастният син на граф Фридрих II фон Сарверден (* пр. 1317; † 1363/1365) и съпругата му Агнес фон Салм-Оберсалм (* пр. 1316; † 1342), дъщеря на граф Йохан I фон Обер-Салм († сл. 1330).
Братовчед е на Куно II фон Фалкенщайн, архиепископ на Трир (от 1362 до 1388).

## Фамилия
Йохан II се жени за Клара фон Финстинген-Бракенкопф (* пр. 1340; † сл. 1365), дъщеря на Хайнрих I фон Финстинген (* пр. 1308; † 1335) и Валбурга фон Хорбург († 1362).
Те имат децата:
- Фридрих III (* 1348; † 1414), архиепископ на Кьолн (1370 – 1414)
- Хайнрих III († 1397), граф на Сарверден, женен за Херцланда фон Раполтщайн († сл. 1400)
- Валпургис/Валбурга (* пр. 1367), омъжена 1376 г. за граф Фридрих III фон Мьорс (* 1354; † 1417)
- Агнес († 1381), омъжена на 22 януари 1366 г. за граф Симон II Векер фон Цвайбрюкен-Бич († 1401)
- Хилдегард († 1419), омъжена през май 1386 г. за граф Йохан III фон Изенбург-Лимбург († 1406), син на граф Герлах II фон Лимбург
- Йохан
- Маргарета
- Улрих